# Armory Show
Armory Show eller International Exhibition of Modern Art var en indflydelserig international udstilling af værker af moderne kunstnere der blev vist i New York på 69. regiments depot eller arsenal 17. februar – 15. marts 1913.
Fauvister, kubister og andre kunstnere med Paris som hjemsted blev for første gang introduceret for et amerikansk publikum i stor skala, og udstillingen fik afgørende indflydelse på amerikansk kunst og kunstkritik. Udstillingen var arrangeret af Association of American Painters and Sculptors og blev understøttet af gruppen The Eight. Den blev senere vist i Chicago og Boston.
Der blev vist 12-1300 værker, herunder skulpturer i stort format, af omkring 300 kunstnere fra den europæiske avantgarde – fra Europa kom der omkring 400 malerier og en snes skulpturer – såvel som samtidig amerikansk kunst, der i de tre byer blev set af omkring 300.000 besøgende.